# Prnjavor (Bihać)
Prnjavor es un pueblo ubicado en el municipio de Bihać, en el cantón de Una-Sana, Bosnia y Herzegovina.

## Superficie
Posee una superficie de 3,47 kilómetros cuadrados.

## Demografía
Hasta 2013 la población era de 350 habitantes, con una densidad de población de 100,8 habitantes por kilómetro cuadrado.